# 33975 Shotatakahashi
33975 Shotatakahashi è un asteroide della fascia principale. Scoperto nel 2000, presenta un'orbita caratterizzata da un semiasse maggiore pari a 2,706052 UA e da un'eccentricità di 0,051045, inclinata di 4,461521° rispetto all'eclittica.